# Šmartinski park, Ljubljana
Šmartinski park je novejšega nastanka in leži med Žalsko in Pokopališko ulico ter Šmartinsko in Jarško cesto v Ljubljani.
Šmartinski park je v skladu z ureditvenim načrtom v več fazah uredila Mestna občina Ljubljana po tem, ko so leta 2007 na območju odstranili vrtove in porušili različne spremljajoče objekte na njih. Območje urejanja meri 12,7 ha in je bilo v času zagona preurejanja v javni park v mestnem planu opredeljeno kot zelena površina.
V prvi fazi je bilo leta 2007 zemljišče očiščeno odpadnega materiala in splanirano, vsa zdrava obstoječa drevesa so ostala ohranjena, prostor je bil zasajen s cvetočo travno mešanico, ob Pokopališki cesti je bil zasajen nov gabrov drevored. 
V drugi fazi leta 2009, je bil na osnovi idejne zasnove preoblikovan teren parka, urejena so bila osrednja peš pot, prva počivališča in klopi, zasajena so bila nova hrastova drevesa na vogalu Šmartinske in Pokopališke ceste, na brežinah so bile posajene čebulnice, določena je bila dinamika različno intenzivne košnje. V naslednjih letih so sledile druge predvidene ureditve, novo parkirišče s 87 parkirnimi prostori ob pokopališču in ureditev območja ob pokopališkem zidu do PST, ki je vključevala sanacijo zidu, odstranitev vrtičkov, postavitev urbane opreme in javno razsvetljavo ob osrednji poti. V sodelovanju z JP Žale in soglasju ZVKDS je bila izvedena tudi prenova pokopališkega zidu in stranskih pokopaliških vrat.
Sledila je leta 2011 ureditev prve faze otroškega igrišča in leta 2017 še druge faze. V nadaljevanju bodo sledile še druge faze urejanja do končne realizacije idejne zasnove, ki jo je izdelala avtorska skupina v sestavi: Maja Simoneti, Tanja Maljevac, Urška Krajnc in Maša Šorn - LUZ, d.d. in Dušan Stušar - Krajinaris; konzultanta pa sta bila dr. Jože Bavcon (Botanični vrt, UL Ljubljana) in prof. Janez Koželj, podžupan MOL.